# مقاطعة كانكاكي (إلينوي)
مقاطعة كانكاكي (بالإنجليزية: Kankakee County)‏ هي إحدى المقاطعات في ولاية إلينوي في الولايات المتحدة الأمريكية.

## أعلام
- لين سمول